# Саут-Шор (Південна Дакота)
Саут-Шор (англ. South Shore) — місто (англ. town) в США, в окрузі Кодінґтон штату Південна Дакота. Населення — 189 осіб (2020).

## Географія
Саут-Шор розташований за координатами 45°6′5″ пн. ш. 96°55′48″ зх. д. / 45.10139° пн. ш. 96.93000° зх. д. (45.101510, -96.930111).  За даними Бюро перепису населення США в 2010 році місто мало площу 3,62 км², уся площа — суходіл.

## Демографія
Згідно з переписом 2010 року, у місті мешкало 225 осіб у 99 домогосподарствах у складі 56 родин. Густота населення становила 62 особи/км².  Було 122 помешкання (34/км²).
Расовий склад населення:
| - 95,1 % — білих - 1,8 % — корінних американців - 0,4 % — чорних або афроамериканців |

До двох чи більше рас належало 2,7 %. Частка іспаномовних становила 1,8 % від усіх жителів.
За віковим діапазоном населення розподілялося таким чином: 28,4 % — особи молодші 18 років, 56,9 % — особи у віці 18—64 років, 14,7 % — особи у віці 65 років та старші. Медіана віку мешканця становила 39,2 року. На 100 осіб жіночої статі у місті припадало 104,5 чоловіків;  на 100 жінок у віці від 18 років та старших — 103,8 чоловіків також старших 18 років.
Середній дохід на одне домашнє господарство  становив 42 575 доларів США (медіана — 46 406), а середній дохід на одну сім'ю — 46 103 долари (медіана — 46 406). За межею бідності перебувало 6,7 % осіб, у тому числі 11,6 % дітей у віці до 18 років та 7,1 % осіб у віці 65 років та старших.
Цивільне працевлаштоване населення становило 99 осіб. Основні галузі зайнятості: освіта, охорона здоров'я та соціальна допомога — 25,3 %, роздрібна торгівля — 19,2 %, мистецтво, розваги та відпочинок — 14,1 %, транспорт — 9,1 %.